# Saxifraga hirsuta
Saxifraga hirsuta es una planta herbácea perenne de la familia Saxifragaceae.

## Descripción
Planta perenne de hasta 40 cm de altura, de tallo erecto, velludo y desprovisto de hojas. Las hojas, redondeadas y acorazonada en la base, tienen el borde provisto de dientes romos y poco profundos. Nacen de la base de la planta y se disponen en roseta alrededor del tallo. El haz de las hojas es de color verde oscuro y contiene pelos de hasta 3 mm, mientras que el envés, desprovisto de ellos adquiere un tomo ligeramente morado. Tiene pequeñas flores de pétalos blancos punteados de amarillo que se presentan en forma de panícula.

## Hábitat y distribución
Crece en bosques o brezales húmedos del norte de la península ibérica y el suroeste de Francia e Irlanda desde el nivel del mar hasta los 1500 metros de altitud.